# عادت‌واره

عادت‌واره

عادت‌واره (به انگلیسی: habitus)؛ (‎/ˈhæbɪtəs/‎) در جامعه‌شناسی، شامل عادت‌ها،  آمادگی‌ها، مهارت‌ها و تمایل‌های اجتماعی است. این روشی است که افراد از جهان اجتماعی اطراف خود درک می‌کنند و به آن واکنش نشان می‌دهند. این تمایل‌ها معمولاً توسط افرادی با پیشینه‌های مشابه (مانند طبقه اجتماعی، مذهب، ملیت، قومیت، تحصیلات و حرفه) و فرصت‌های مشترک است. بنابراین، عادت‌ها نشانگر روشی است که فرهنگ گروهی و تاریخ شخصی بدن و ذهن را شکل می‌دهد. در نتیجه، اعمال اجتماعی فعلی یک فرد را شکل می‌دهد.
پی‌یر بوردیو باور داشت که عادت‌واره مشتمل است بر سلوک بدنی (تمایل به استفاده و نگاه داشتن بدن به حالتی خاص، مانند طرز ایستادن و انجام حرکات خاص و حمل بدن) و عادات انتزاعی‌تر ذهنی و الگوهای ادراک و طبقه‌بندی، فهم تام، احساس و کنش. این الگوها تنها عادات محض نیستند: بوردیو اظهار می‌کند که این الگوها به افراد اجازه می‌دهد تا بدون تفکر حسابگرانه و غریزی و به صورت شهودی، راه‌حل‌هایی نو برای موقعیت‌های بدیع بیابند. این رفتارها و اطوار شخصی و ذوق‌ها و شهودهای اخلاقی و عادات، بر فرصت‌های دگرگون کنندهٔ زندگی شخص تأثیر می‌گذارد، در نتیجه عادت‌واره ساختار خود را مرهون جایگاه پیشین شخص در ساختار اجتماعی است و در عین حال مسیر زندگی آیندهٔ شخص متأثر از عادت‌واره است. بوردیو بر این نظر است که بازتولید ساختار اجتماعی از عادت‌واره‌های افراد منتج می‌شود (بوردیو، ۱۹۸۷).
مفوم عادت‌واره به شدت تأثیرگذار است؛ در عین حال این نظریه به دلیل تعین‌گرایی مورد انتقاد قرار گرفت چراکه بوردیو کنش‌گران اجتماعی را با ماشین مقایسه می‌کند. (با تکیه بر نظریهٔ موناد (واحد) گوتفرید لایبنیتس)

## منشأ
پیشینهٔ مفهوم عادت‌واره به دوران ارسطو و آکویناس بازمی‌گردد. او از اولین کسانی است که این مفهوم را مورد استفاده قرار داده‌ است. اما از معاصرین مارسل موس و پس از او موریس مرلو-پونتی کسانی بودند که از آن استفاده کردند. گرچه پیر بوردیو بود که این مفهوم را در جامعه‌شناسی خود جایگاه بنیادی بخشید و آن را برای حل مسائل جامعه‌شناسی مربوط به ساختار و عاملیت به کار گرفت؛ جایگاه ساختاری، عادت‌واره را شکل می‌دهد و عادت‌واره کنش می‌آفریند؛ بنابراین وقتی از مردم کنش سر می‌زند و از خود عاملیت نشان می‌دهند در حقیقت، ساختار اجتماعی را متجلی و منعکس می‌کنند (تجلی عاملیت در اعمال مردم) و در عین حال آن را بازتولید می‌کنند یا به عبارتی دیگر به تجلی و بازتولید آن دست می‌یازند. بوردیو نظریهٔ عادت‌وارهٔ خود را موشکافانه و دقیق با وام گرفتن ایده‌های طرح‌واره‌های شناختی از نوآم چامسکی و ژان پیاژه، وابستگی تاریخ و حافظهٔ بشر، پرداخت. برای نمونه، رفتار یا عقیده‌ای مشخص قسمتی از ساختار جامعه می‌شود در حالی که منشأ و هدف آن عقیده یا رفتار با گذشت زمان به دست فراموشی سپرده می‌شود و در فرایند اجتماعی شدن افراد آن فرهنگ تأثیر به سزایی می‌گذارد.
لوئیک واکان می‌نویسد عادت‌واره یک مفهوم فلسفی قدیمی است که از افکار و آراء ارسطو سرچشمه می‌گیرد و مفهوم هکسیس ارسطو است که توسط مَدْرَسیان در قرون وسطی به عادت‌واره ترجمه شده‌ است. بوردیو اولین بار اصطلاح «عادت‌واره» را به عنوان مؤخره بر کتاب معماری گوتیک و مَدرَسی‌گرایی به کار برد. این اصطلاح پیش از این در جامعه‌شناسی توسط نوربرت الیاس و در کتاب فرایند گسترش تمدن (۱۹۳۹) و در تشریح «اسلوب بدن» مارسل موس استفاده شده بود. این مفهوم همچنین در آثار ماکس وبر، ژیل دلوز و ادموند هوسرل دیده می‌شود.
موس عادت‌واره را به عنوان آن جنبه‌هایی از فرهنگ معرفی می‌کند که در بدن و افعال روزمرّهٔ افراد، گروه‌ها، جوامع و ملل ته‌نشین شده‌اند. به زعم او عادت‌واره شامل کلّیت عادات آموخته شده، توانایی‌های جسمانی و بدنی، سبک‌ها، ذائقه‌ها و سایر آموخته‌های غیر برهانی و غیر گفتاری که برای یک گروه بدیهی به نظر می‌آیند-به این صورت می‌توان گفت که این آموخته‌ها زیر سطح مرام و ایدئولوژی منطقی مشغول هستند.